# لیک لورین (ویسکانسین)
لیک لورین (به انگلیسی: Lake Lorraine) یک منطقهٔ مسکونی در ایالات متحده آمریکا است که در شهرستان والورس، ویسکانسین واقع شده‌است. لیک لورین ۳۲۴ نفر جمعیت دارد و ۲۸۷٫۱۳ متر بالاتر از سطح دریا واقع شده‌است.